# Kasteel van Melveren

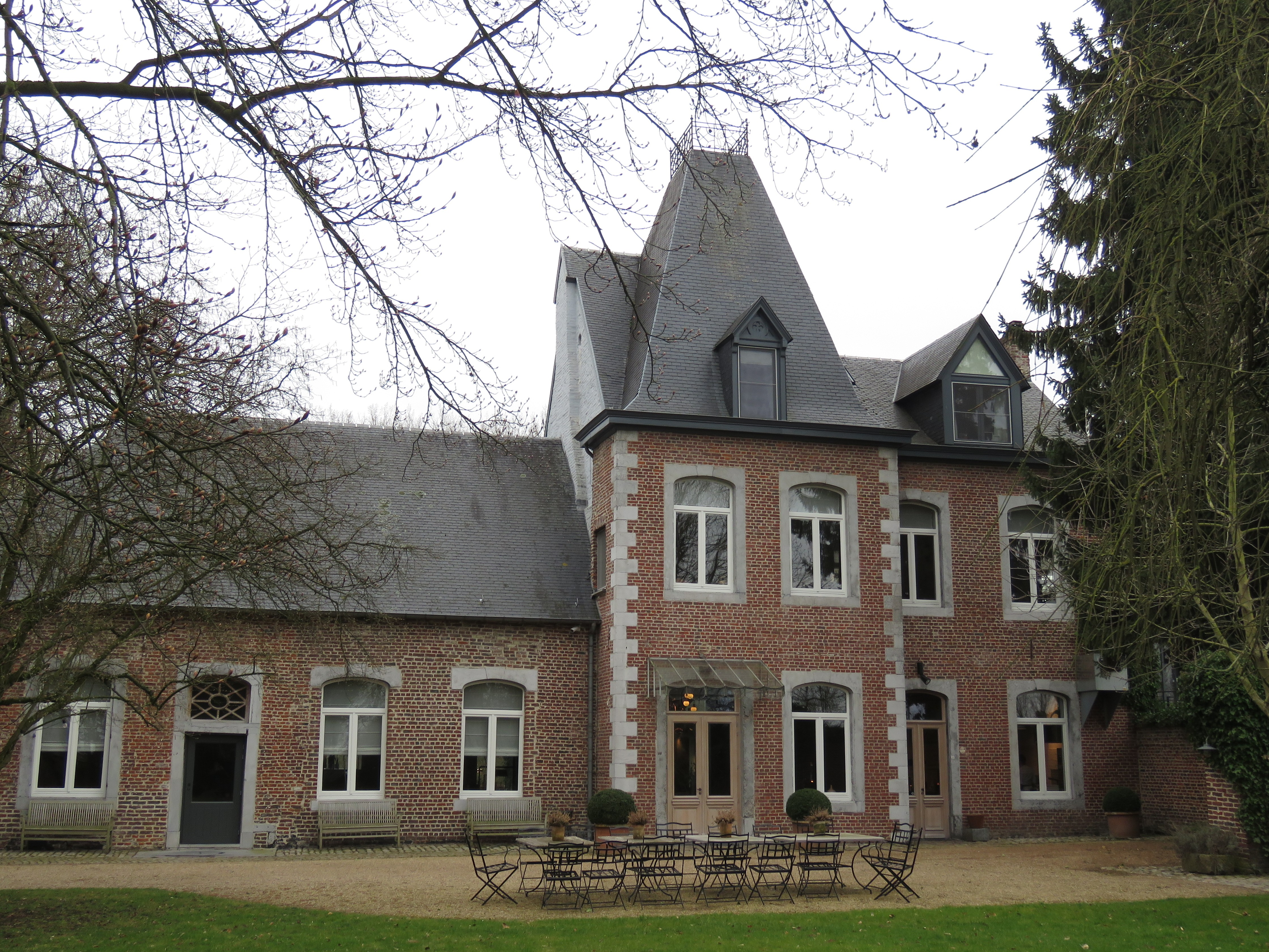
Kasteel van Melveren

Het Kasteel van Melveren is een kasteel aan de Sint-Godfriedstraat 15-17 te Melveren.
Het betreft de resten van een kasteel, later verbouwd tot een kasteelhoeve, waarvan de oudste gedeelten uit de 17e eeuw stammen.
Het oudste deel van het huidige kasteel stamt vermoedelijk uit 1620 en is gebouwd in Maaslandse stijl.
Er is een inrijpoort met het jaartal 1620 en wapenschilden van de families Van Mettecoven en Van Velpen.
In de 18e eeuw werden verbouwingen in classicistische stijl uitgevoerd en werd het een gesloten kasteelhoeve.
Einde 19de eeuw hadden de Zusters Ursulinen er een kostschool voor meisjes. Daarna kwamen er verschillende andere huurders en stilaan raakte de gebouwen in verval en werden verschillende gedeelten gesloopt.
Er is één vleugel met een ruim herenhuis overgebleven. 
Het werd in 1991 gerestaureerd en verbouwd en werd tot 2019 uitgebaat als restaurant "Aen de Kerck van Melveren".
Ten noordoosten van het complex is een restant van het park overgebleven, met daarin een classicistische kapel uit 1763.